# Famiglia bin Laden

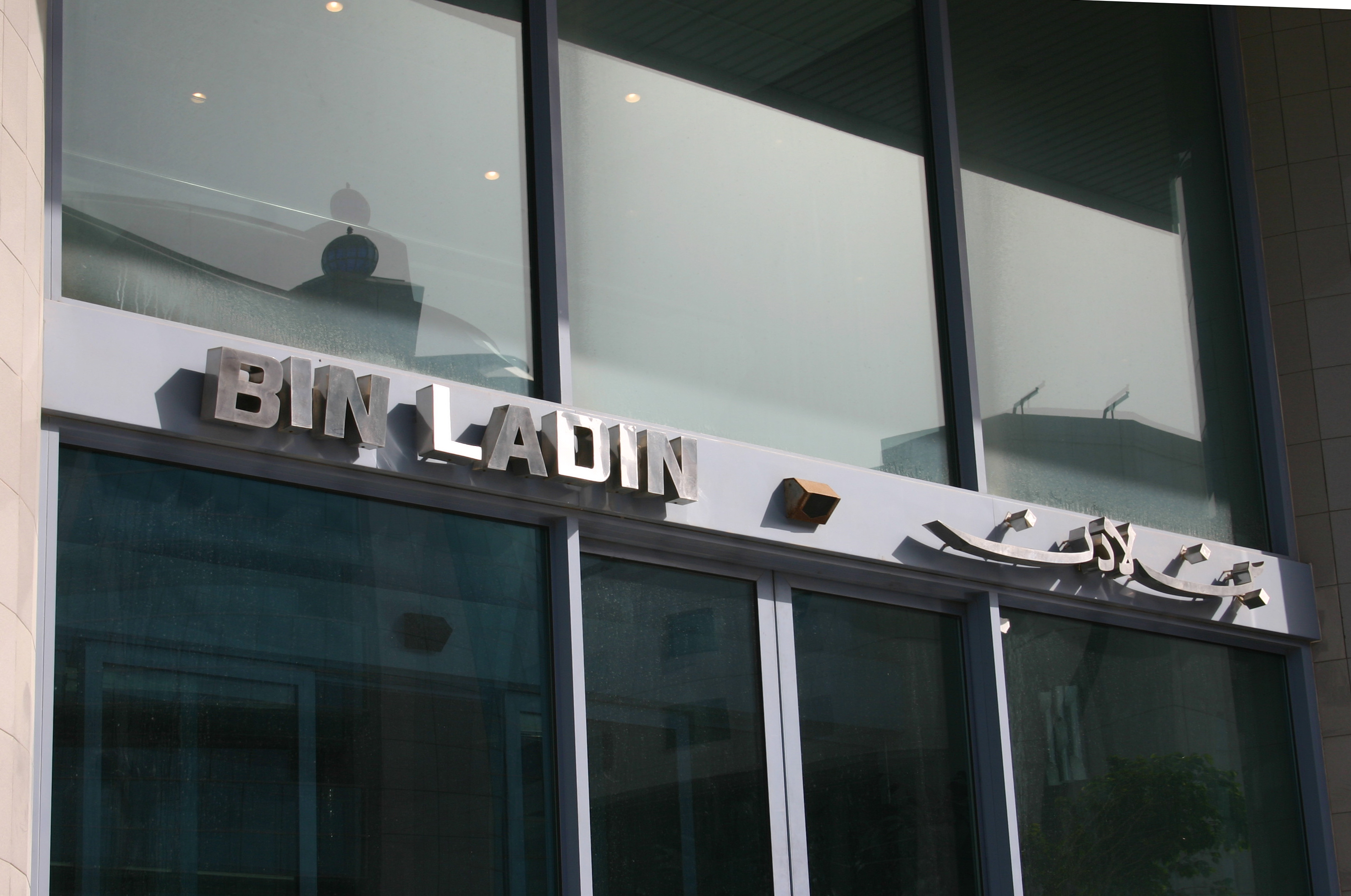
Palazzo degli uffici della famiglia bin Laden a Dubai (Emirati Arabi Uniti).

La famiglia bin Laden (in arabo بن لادن‎?), anche detta bin Ladin, è una delle più ricche, note ed influenti famiglie saudite, molto legata alla dinastia regnante dei Saud.

## Descrizione
I bin Laden ebbero rilievo mediatico internazionale  a causa delle attività di uno dei suoi membri, ovvero Osama bin Laden. Gli interessi finanziari della famiglia sono rappresentati dal Saudi Binladin Group, azienda che opera nel campo dell'edilizia su scala globale e dell'amministrazione degli investimenti.
Gli introiti totali del conglomerato superano i 5 miliardi di $ annuali ed è considerata come una delle più grandi ditte del settore edile del mondo islamico, con uffici a Londra e Ginevra. Secondo un diplomatico statunitense la holding deterrebbe anche parte di Microsoft e Boeing.
Il 1° agosto 2015 sono morte, a seguito di un incidente aereo nell'Hampshire, la matrigna e la sorella dello "sceicco del terrore", Osama bin Laden.